# Capitaux de la SNCV dans la province de Flandre-Orientale
Pour les services passagers voir Lignes de tramway de la SNCV dans la province de Flandre-Orientale.
Capitaux de la Société nationale des chemins de fer vicinaux (SNCV) dans la province de Flandre-Orientale.

## 103 (221) «Grammont - Audenarde»
Longueur 29,5 km.
Plan du capital
Lignes (services voyageurs) l'utilisant
Mise en service :
| Date             | Section                   |
| ---------------- | ------------------------- |
| 1er avril 1905   | Grammont Gare - Leupegem  |
| 20 novembre 1905 | Leupegem - Audenarde Gare |

Fermeture :
Type : F suppression du service fret ; V suppression du service voyageurs ; TT fermeture à tout-trafic et type de trafic F fret / V voyageurs restant au moment de la fermeture à tout trafic.
| Date             | Type      | Section                                                 |
| ---------------- | --------- | ------------------------------------------------------- |
| 1943             | TT (V, F) | Audenarde Gare - Grammont Jonction capitaux 103 et 128, |
| 13 janvier 1955  | F         | Grammont Jonction capitaux 103 et 128 - Grammont Gare   |
| 15 décembre 1955 | TT (V)    | Grammont Jonction capitaux 103 et 128 - Grammont Gare   |

## 128 (224) «Gand - Merelbeke - Grammont»
Longueur 36,8 km.
Plan du capital
Lignes (services voyageurs) l'utilisant
Mise en service :
| Date            | Section                                                          |
| --------------- | ---------------------------------------------------------------- |
| 23 juin 1907    | Merelbeke Dépôt - Herzele Station vicinale                       |
| 1er mai 1912    | Herzele Station vicinale - Grammont Jonction capitaux 103 et 128 |
| 11 octobre 1913 | Merelbeke Dépôt - Gand Sterre                                    |
| 1er avril 1925  | Gand Sterre - Gand Saint-Pierre                                  |

Fermeture :
Type : F suppression du service fret ; V suppression du service voyageurs ; TT fermeture à tout-trafic et type de trafic F fret / V voyageurs restant au moment de la fermeture à tout trafic.
| Date             | Type   | Section                                                     |
| ---------------- | ------ | ----------------------------------------------------------- |
| 6 mai 1954       | V      | Gand Saint-Pierre - Merelbeke Dépôt                         |
| 2 octobre 1954   | V      | Merelbeke Dépôt - Hautem-Saint-Liévin                       |
| 13 janvier 1955  | F      | Hautem-Saint-Liévin - Grammont Jonction capitaux 103 et 128 |
| 4 février 1955   | TT (F) | Gand Saint-Pierre - Merelbeke Dépôt                         |
| 14 février 1955  | TT (F) | Merelbeke Dépôt - Hautem-Saint-Liévin                       |
| 15 décembre 1955 | TT (V) | Hautem-Saint-Liévin - Grammont Jonction capitaux 103 et 128 |